# 야마무라 신지로 (1933년)
야마무라 신지로(일본어: 山村 新治郎, 1933년 4월 28일~1992년 4월 12일)는 9선 중의원 의원을 지낸 일본의 정치인이다.
아버지는 9선 중의원 의원을 지낸 야마무라 신지로인데 부자가 한자까지 이름이 동일하다.

## 생애
1933년 4월 28일에 지바현 사와라시(지금의 가토리시)에서 태어났다. 그의 가문은 에도 시대 때부터 미곡상을 운영했던 유서 깊은 명가로 할아버지 대부터 정계와 인연을 맺기 시작했다. 아버지는 전후에 국회의원으로 활동했다.
야마무라는 지바현립 사와라 고등학교를 졸업한 뒤 가쿠슈인 대학 정경학부 정치학과에 진학했다. 하지만 공부를 하다가 살아있는 정치를 직접 배우기 위해 대학을 중퇴하고 아버지의 비서가 되어 정계에 입문했다. 1964년에 아버지가 사망하자 보궐선거가 시행됐고 자유민주당의 공천을 받아 출마해 당선되었다.
정치인이 된 야마무라를 한 순간에 유명하게 만든 사건이 1970년 3월 31일에 있었던 일본항공 351편 공중 납치 사건이다. 공산주의자동맹 적군파가 일본항공 351편이 공중 납치하여 조선민주주의인민공화국 평양시로 가려 했는데 실수로 대한민국 서울특별시로 가게 되었다. 당시 운수정무차관이던 야마무라는 운수상 하시모토 도미사부로와 함께 서울에 가서 범인들과 교섭했는데 야마무라는 승객들을 대신해 자신이 인질이 될 것을 자원하여 범인들과 함께 북한으로 갔다. 그러다 북한에 의해 4월 5일 무사히 일본으로 돌아왔다. 국교도 없던 북한에 가서 살아돌아올 수 있다는 보장도 없으며 목숨은 부지해도 장기간 억류될 위험이 있음에도 인질들을 구하기 위해 보인 용기있는 행동은 그를 영웅으로 만들었다.
1975년에 중의원 상공위원장을 지냈다. 1976년 총선에서 낙선했으나 3년 뒤 총선에서 당선돼 정계에 복귀했다. 1982년에 중의원 의원운영위원장을 역임했다. 1983년 12월에 제2차 나카소네 내각에서 농림수산상으로 입각했으며 1989년 6월 우노 내각에서는 운수상으로 재임했다. 1991년에는 중의원 예산위원장을 지냈다.
자민당 방북단을 이끌고 북한을 방문하기 하루 전인 1992년 4월 12일에 자택에서 정신 질환을 앓고 있던 둘째 딸에게 칼에 찔려 살해당했다. 신헌법 시행 이래 살해당한 현직 의원으로는 아사누마 이네지로와 니와 효스케에 이어 세 번째 사례였다. 둘째 딸은 아버지의 선거 유세도 도와주는 등 대외적으론 문제가 없어 보였기에 후원회 관계자들은 야마무라의 후계자는 둘째 딸이라는 얘기도 자주 하고 다녔다. 둘째 딸은 정신 질환 때문에 책임 능력이 없다고 판단되어 기소되지 않았지만 4년 뒤에는 스스로 목숨을 끊었다.
야마무라 사후 누가 후계자가 될지를 놓고 얘기가 나왔지만 너무나도 비극적인 사건이라 가족 중에서 정치를 이어가려는 사람이 없었고 결국 정치가문으로서의 야마무라가의 역사는 여기서 끝났다. 1993년 총선에는 야마무라의 비서를 지낸 지바현의회 의원 지쓰카와 유키오가 야마무라의 기반을 물려받았다. 지쓰카와는 당시 신생당 소속이었지만 나중에 신진당을 거쳐 자민당에 합류했다.

## 역대 선거 기록
|  | 36.9% |

|  | 19.9% |

|  | 15.7% |

|  | 17.5% |

|  | 12.2% |

|  | 19.2% |

|  | 36% |

|  | 22.8% |

|  | 22.2% |

|  | 21.3% |

## 같이 보기
- 일본항공 351편 공중 납치 사건
- 다케시타 노보루
- 나카소네 야스히로
- 호리 시게루
- 아이치 기이치
- 하시모토 도미사부로

| 전임 가네코 이와조 | 제7대 농림수산대신 1983년 12월 27일~1984년 11월 1일 | 후임 사토 모리요시 |

| 전임 사토 신지 | 제61대 운수대신 1989년 6월 3일~1989년 8월 10일 | 후임 에토 다카미 |